# Demjanskschild

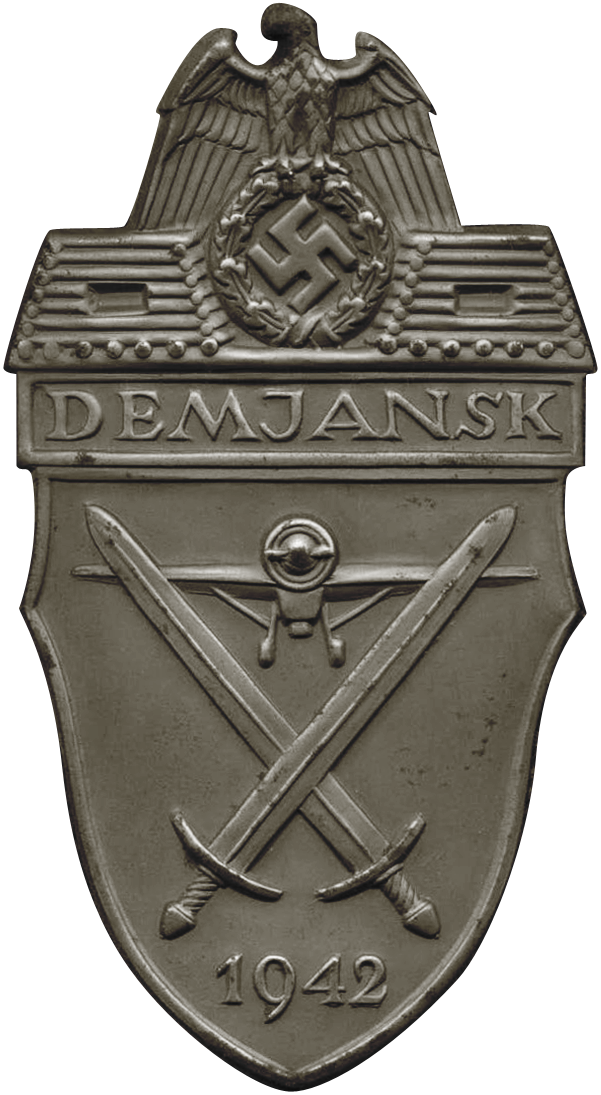
Demjanskschild

Der Ärmelschild Demjansk ist eine militärische Auszeichnung aus der Zeit des Zweiten Weltkriegs. Er wurde am 25. April 1943 gestiftet und an etwa 100.000 deutsche Teilnehmer der Kesselschlacht von Demjansk verliehen.

## Stiftung
Die Stiftung der Auszeichnung ein Jahr nach der Schlacht war Teil einer Kampagne von Joseph Goebbels, in der die NS-Propaganda die Kämpfe um Demjansk als „mythisches Heldenepos“ inszenierte, um von der deutschen Niederlage in Stalingrad abzulenken.

## Verleihungspraxis
Der Demjanskschild konnte an alle Angehörigen der Wehrmacht und der Wehrmacht unterstellten Personen verliehen werden, die an den Kämpfen im Kessel von Demjansk teilgenommen hatten. So erhielten ihn Soldaten, die im Kessel mindestens 2 Monate im Einsatz waren oder das Verwundetenabzeichen für dortige Verletzungen verliehen bekamen. Piloten, die mindestens 50 Flüge in den Kessel durchgeführt hatten, wurden ebenfalls mit dem Schild ausgezeichnet.
Unter Führung des Befehlshabers der Gruppe Demjansk und Generals der Infanterie, Graf von Brockdorff-Ahlefeld, wurden die Schilde verliehen.

## Aussehen und Trageweise

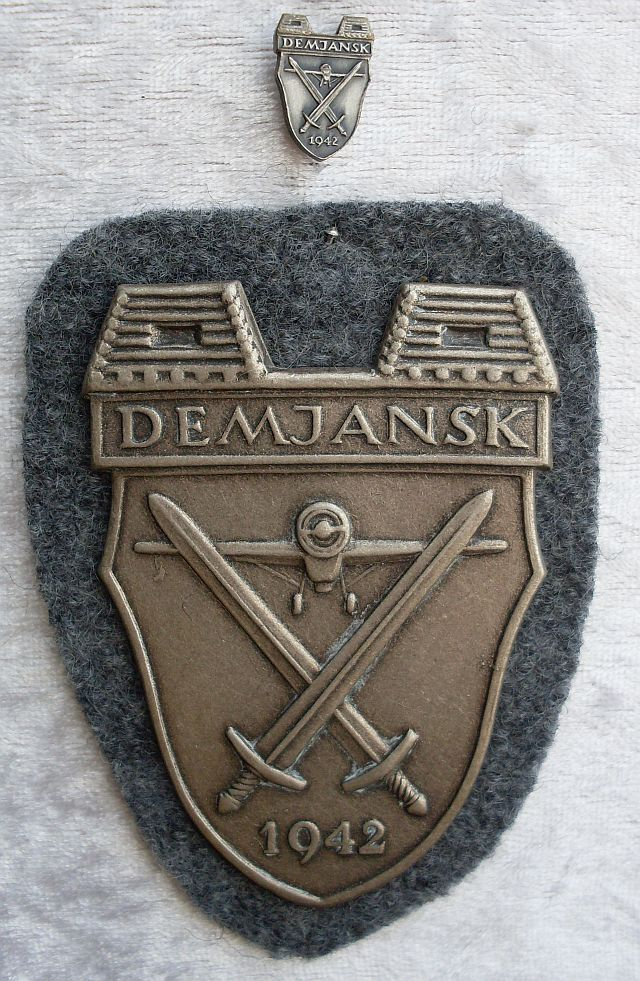
Demjanskschild in der 57er Version mit 16-mm-Anstecknadel

Der Demjanskschild besteht aus einem Schild mit erhöhter Randeinfassung, welcher von zwei langen, unterhalb gekreuzten Schwertern dominiert wird. Hinter den Klingen im oberen gebildeten Dreieck befindet sich ein einmotoriger Flieger, dessen Flügel von den Schwertklingen waagerecht überragt werden.
Unterhalb der Schwertgriffe steht die Jahreszahl 1942. Oberhalb des Schildes sitzt ein längliches, viereckiges Schild mit ebenfalls erhöhtem Rand auf, darin der Schriftzug DEMJANSK. Oberhalb des Schriftzugs befindet sich auf dem linken und rechten Rand jeweils ein stilisiert dargestellter Holzbunker mit jeweils einer Schießscharte. Im gebildeten Zwischenraum befindet sich ein unten gebundener Eichenlaubkranz, in dem ein auf die Spitze gestelltes Hakenkreuz zu sehen ist. Darauf sitzt der Hoheitsadler, seine Klauen in den Kranz schlagend.
Die Größe des Schildes, der auf dem linken Ärmel getragen wurde, beträgt 51 × 92 mm.

## Sonstiges
Laut Gesetz über Titel, Orden und Ehrenzeichen vom 26. Juli 1957 ist das Tragen der Auszeichnung in der Bundesrepublik Deutschland nur ohne nationalsozialistische Embleme gestattet.